# Bob Nelson
Bob Nelson (* 18. Juli 1956 in Yankton, South Dakota) ist ein US-amerikanischer Drehbuchautor und Regisseur.

## Leben
Nelson arbeitet seit Jahren als Schauspieler und Autor für das Fernsehen, darunter die Sendung Almost: Live!. 2013 wurde auf Grundlage seines Drehbuchs der Film Nebraska produziert. Für Nelson war dies der erste Spielfilm, an dem er beteiligt war. Für sein Drehbuch wurde er 2014 für den Oscar in der Kategorie Bestes Originaldrehbuch nominiert. Zudem erhielt er u. a. eine Nominierung für den Golden Globe in der Kategorie Bestes Filmdrehbuch, ebenso bei den British Academy Film Awards 2014.
Sein erster Film als Regisseur war The Confirmation mit Clive Owen und Jaeden Lieberher in den Hauptrollen. Der Film kam 2016 in die Kinos.